# Trinken

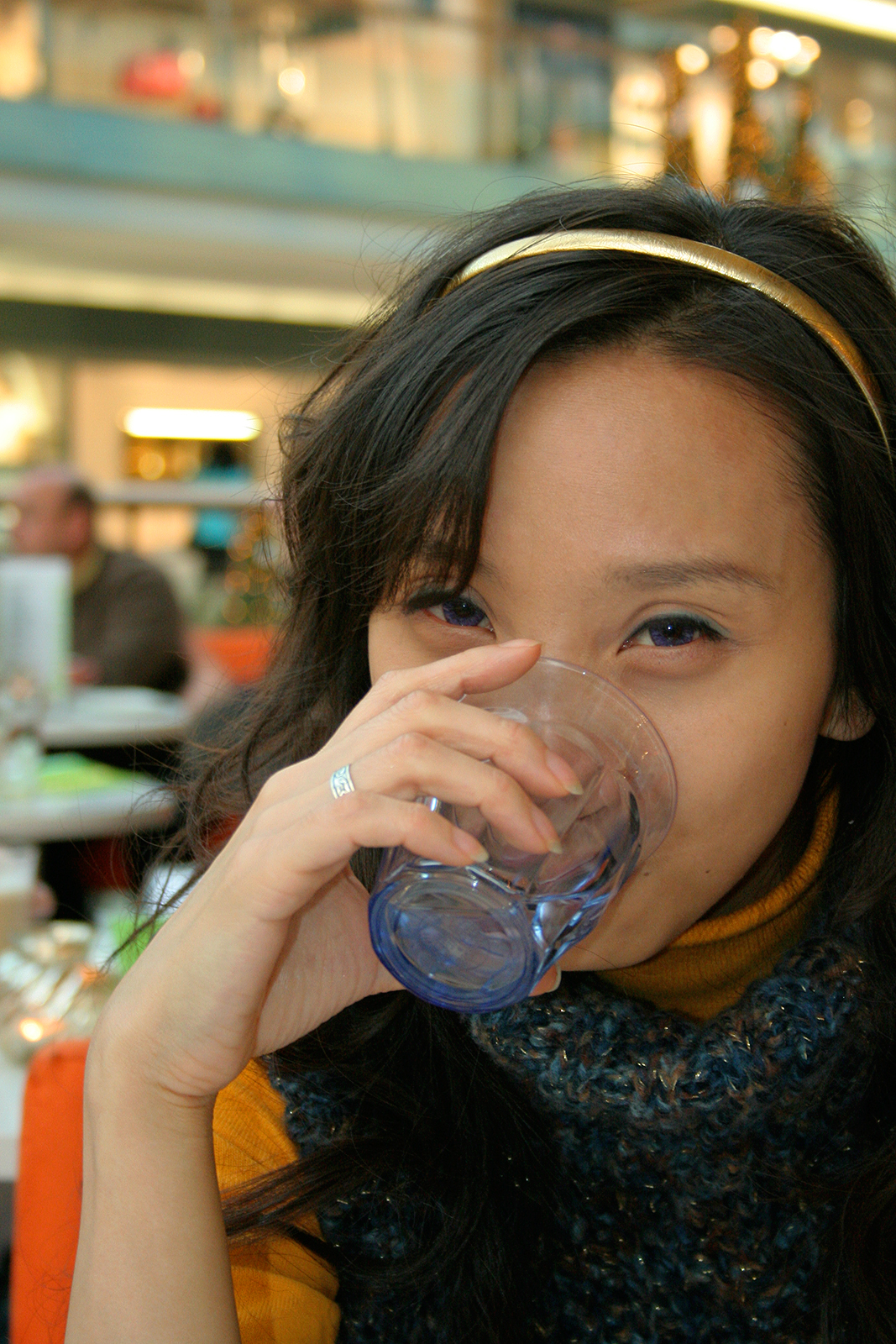
Eine Frau beim Trinken von Wasser

Trinken bezeichnet den Vorgang, bei dem der Körper durch den Mund Flüssigkeiten aktiv aufnimmt. Derselbe Vorgang bei Tieren wird vorwiegend bei größeren Tieren teilweise als Saufen oder Tränken, teilweise ebenfalls als Trinken, bezeichnet. Mit dem Trinken wird der Durst gestillt oder für eine leichtere Aufnahme des Essens gesorgt. Eine ausreichende Flüssigkeitszufuhr ist für wesentliche Körperfunktionen unverzichtbar. Üblicherweise trinkt man entweder aus Behältern (z. B. Glas, Flasche oder Tasse), aus der hohlen Hand, aus natürlichen Gewässern, aus der Wasserleitung oder beim Stillen aus der Mutterbrust. Föten und Embryos trinken das Fruchtwasser, in dem sie schwimmen.

## Etymologie
Das gemeingermanische Verb – mittelhochdeutsch trinken, althochdeutsch trinkan – hat keine sicheren außergermanischen Beziehungen. Denkbar wären Bezüge zu germanisch drenk „einen Zug tun“ und zu indogermanisch dhreg̑ „ziehen“.

## Physiologie
Die Flüssigkeit erreicht beim Trinken über den Mund und die Speiseröhre den Magen, von dort wird sie in den Darmtrakt weitergeleitet. Im Darm wird die Flüssigkeit absorbiert. Überschüssige Flüssigkeit gelangt über die Nieren in die Harnblase und wird vorwiegend als Urin (Harn) ausgeschieden, teilweise auch durch Schwitzen und über die ausgeatmete Luft. Der Vorgang des Schluckens wird Schluckakt genannt.
Ein gesunder Körper signalisiert einen Flüssigkeitsmangel durch Durst. Durst (und darüber indirekt auch die Flüssigkeitszufuhr) wird vom Hypothalamus gesteuert und ist sowohl vom Elektrolythaushalt als auch von der Blutmenge abhängig. Mit zunehmendem Alter nimmt das Durstgefühl ab.
Ein zu geringes Trinkvolumen führt zur Austrocknung (Dehydratation, Exsikkose) und damit zur Hypovolämie, zur Hämokonzentration und zur Hypotonie; diese wiederum führen zur orthostatischen Dysregulation und damit auch zu Schwindel und Gleichgewichtsstörungen. Deswegen wird Wassertrinken zur Behandlung von Schwindel empfohlen. Denn eine verkleinerte Viskosität des Blutes verbessert die Perfusion (Durchblutung) des Gleichgewichtsorgans. Eine Hypovolämie verkleinert den Herzindex und das Herzzeitvolumen.
Ein Erwachsener  hat einen durchschnittlichen Tagesbedarf von zwei Litern. Ein Teil davon wird durch feste Nahrung eingenommen. Die Deutsche Gesellschaft für Ernährung (DGE) empfiehlt, jeden Tag etwa 1,5 Liter Flüssigkeit zu trinken. Urologen empfehlen Erwachsenen dagegen, zur Vorbeugung von Nierensteinen und anderen Harnsteinen täglich so viel Wasser zu trinken, dass ein tägliches Urinvolumen (Sekundärharn) von anderthalb Litern (andere Angabe sogar 2,5 l/d) entsteht. Diese Empfehlung würde zu einer täglichen Wasseraufnahme von mindestens 2,5 Litern führen. Ein Erwachsener mit einem Gewicht von 100 kg benötigt 4 bis 5 Liter Flüssigkeit am Tag. Der Gesamtbedarf hängt von externen Faktoren ab (Klima, Wetter, körperliche Beanspruchung, Ernährungsgewohnheiten und anderen). Auch innere Faktoren, wie beispielsweise Fieber oder Durchfall, können den Flüssigkeitsbedarf erhöhen. Insbesondere viele ältere Menschen trinken nicht genug. Zur Berechnung der täglichen Trinkmenge in den ersten zehn Lebenstagen bedient man sich der Formel (Lebenstage minus 1) × (50 bis 80 ml). Für die ersten drei Lebensmonate empfiehlt man 165 bis 200 ml pro Kilogramm Körpergewicht. Das gesunde Kind hat einen täglichen Flüssigkeitsbedarf von etwa 10 bis 15 Prozent (junge Säuglinge bis 20 Prozent) seines Körpergewichtes. Kindern mit einer primären Hyperoxalurie wird pro Quadratmeter Körperoberfläche eine tägliche Flüssigkeitsaufnahme von 3 Liter empfohlen. Zur Behandlung einer Urolithiasis ohne Abflussbehinderung wird Erwachsenen die Erhöhung ihres Trinkvolumens auf mehr als 3 l/d und zur Rezidivprophylaxe auf mehr als 2 l/d angeraten. Beim akuten Nierenversagen der Erwachsenen ist dagegen eine Beschränkung der Flüssigkeitszufuhr auf 0,7 l/d angezeigt.
Der Körper nimmt Flüssigkeit über den Dünndarm auf. Bei nüchternem Magen bedarf die Aufnahme von ca. 200 ml Wasser nur wenige Minuten, da das Wasser ungehindert in den Dünndarm übergehen und dort aufgenommen werden kann. Soweit der Magen an der Verdauung von Nahrungsmitteln arbeitet, wird Wasser hintan gestellt, die Aufnahme verzögert sich dann beträchtlich – um bis zu zwei Stunden.
In der populären Ratgeberliteratur und von Wasseranbietern wird häufig behauptet, dass Erwachsene sich nicht nur auf ihren Durst verlassen, sondern auf jeden Fall zwei Liter Wasser pro Tag trinken sollen. Diese „Zwei-Liter-Regel“ ist umstritten. Heinz Valtin, Nierenspezialist und Professor für Physiologie und Neurobiologie am Dartmouth College, hat bereits 2002 darauf hingewiesen, dass es für einen gesundheitlichen Nutzen der Befolgung dieses Ratschlages keinerlei wissenschaftlichen Nachweis gebe.
Die Nieren arbeiten als Filter, ihre Gesundheit ist aus nephrologischer Sicht weitgehend unabhängig vom Trinkvolumen. Die Glomeruli und auch die Podozyten reinigen sich selbst; ihre Funktionsfähigkeit leidet auch langfristig grundsätzlich nicht unter einer sehr kleinen oder einer sehr großen Filtration. Je größer die Trinkmenge, desto größer das Blutvolumen und damit das Herzzeitvolumen und desto besser die glomeruläre Filtrationsrate (GFR). Eine Vergrößerung dieser Primärharnbildung führt jedoch nicht unbedingt zu einer verbesserten Gesundheit, wenn man von der geringeren Gefahr für Nierensteine (Lithogenese) absieht. Ein größeres Blutvolumen schützt dagegen vor Thrombosen, Konzentrationsschwäche und Vertigo. Ein großes Trinkvolumen schützt vor Obstipation (Verstopfung) und vor arterieller Hypotonie. Und ein großes Sekundärharnvolumen beugt Blasensteinen und Harnwegsinfektionen vor. Im Alter nimmt die GFR parallel zum Herzzeitvolumen ab. Manchmal aber verbessert sich die filtrative Nierenfunktion im Alter sogar. Durch eine zusätzliche Hydratation bei Erwachsenen kann sich die altersgemäße Verschlechterung der GFR vielleicht sogar weiter beschleunigen. Der Trinkrekord bei Schwerstarbeit und höchsten Temperaturen soll bei 10 l/h oder 120 l/d liegen; die hierbei auftretende tendenzielle kompensatorische Anurie wird durch eine Steigerung der tubulären Rückresorption als Folge der Transpiration bewirkt.
Allgemein ist der Flüssigkeitsbedarf größer bei starkem Schwitzen, bei körperlicher Anstrengung, beim Stillen, bei Fieber, bei Durchfall, beim Erbrechen, bei der Einnahme bestimmter Medikamente, bei salzreicher Ernährung, bei proteinreicher Ernährung, bei ballaststoffreicher Ernährung, beim Aufenthalt in kalter oder trockener Luft, im Hochgebirge, beim Abnehmen oder Fasten und beim Saunieren.
Gängige Getränke sind Wasser, Limonaden, Säfte, Milch, Kaffee, Tee und Bier. Bei Embryonen und Säuglingen spielen Fruchtwasser, Muttermilch und flüssige Babynahrung eine wesentliche Rolle.

## Gesundheitliche Risiken
Ein dauerhafter Mangel an Flüssigkeit führt zur Dehydratation, zur Austrocknung (Exsikkose) und schließlich zum Verdursten. Auch zu viel Flüssigkeit kann auf den Organismus schädlich wirken. Bei mehr als sechs Litern Flüssigkeitszufuhr am Tag wird das Blut zu stark verdünnt, es kommt zu Ödemen, die Zellen platzen und die Gehirnmasse schwillt drastisch an. Eine mögliche Folge ist der Tod im Zuge dieser Hyperhydration.
Die Polydipsie bezeichnet einen krankhaft gesteigerten Durst, (fälschlich) aber auch die dadurch verursachte Vieltrinkerei und sogar die Trunksucht, mit der Folge einer meist gesteigerten Filterleistung der Nieren. Durch eine zu große Flüssigkeitszufuhr und durch die folgenden Ausscheidungen kommt es zu einem Verlust von Salzen und Mineralstoffen aus dem Körper. Mögliche Ursachen der Polydipsie sind ein Diabetes mellitus und ein Diabetes insipidus, das Cushing-Syndrom und verschiedene seltene Nierenerkrankungen (Nephropathien).
Durch verunreinigte Flüssigkeiten bzw. deren Behältnisse können – wie auch beim Essen – Bakterien, Viren, Gifte, Sporen, Allergene, Chemikalien und Radioaktivität übertragen werden. Durch das Trinken von Salzwasser wird dem Körper Flüssigkeit entzogen; es führt spätestens langfristig zum Tod.
Ein mangelhaftes oder fehlendes Durstgefühl heißt in der Medizin Adipsie.
Vom Ertrinken spricht man, wenn ein Mensch oder Tier für einen längeren Zeitraum unter Wasser gerät, dabei größere Mengen Wasser „einatmet“ und durch den folgenden Sauerstoffmangel verstirbt. Das Ertrinken ist vom Beinaheertrinken abzugrenzen.
Als Trinken wird umgangssprachlich auch ein regelmäßiger oder unregelmäßiger, oft suchtgeleiteter Alkoholkonsum bis zur Trunkenheit (Trunksucht,  Alkoholkrankheit, Rauschtrinken) bezeichnet. Es gibt dafür die Redewendung über den Durst trinken, auch wird hier das auf die Tierernährung zielende Wort saufen verwendet. Die Betroffenen werden Trinker oder Säufer genannt.
Gegner des Alkoholkonsums heißen Antialkoholiker, Abstinenzler oder Temperenzler.

## Kulturelle Aspekte

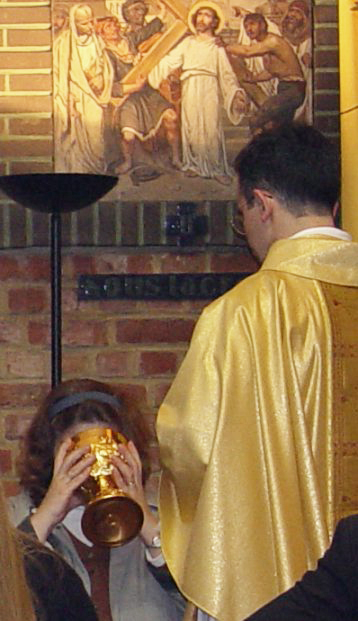
Heilige Kommunion mit Eucharistiefeier

Es existiert eine reiche Anzahl von Gefäßen, die eine besondere kultische oder feierliche Funktion erfüllen, zum Beispiel Prunkbecher. Die christliche Eucharistiefeier ist ein liturgisches Fest, bei dem dem Abendmahl Jesu mit Brot und Wein gedacht wird. Der Wein verkörpert dabei das Blut Jesu, das dieser für die Gläubigen vergossen haben soll. Er wird dafür in einen speziellen Kelch gefüllt.
In der griechischen Mythologie führte das Trinken aus dem Fluss Lethe zum Vergessen. Wer das Wasser des Flusses Mnemosyne trank, erinnerte sich hingegen an alles. Im Jahr 399 v. Chr. wurde Sokrates durch das Trinken aus dem Schierlingsbecher hingerichtet. Als Vampirismus bezeichnet man die Lust am Bluttrinken, wie es im Vampirmythos und in der Erotik vorkommt.
Insbesondere der Konsum alkoholhaltiger Getränke hat im Laufe der Jahrhunderte facettenreiche Traditionen und Riten hervorgebracht. Hierbei stehen die Geselligkeit und das Rauscherlebnis im Vordergrund (Rauschtrinken, Wetttrinken). Bei manchen gesellschaftlichen Anlässen wie beispielsweise Hochzeiten, wird ein Trinkspruch ausgebracht, der mit dem gemeinsamen Trinken bestätigt wird.
Als trinken pro poena (lateinisch: poena = Strafe) bezeichnet man den Zwang zu vermehrtem Trinken auch ungeeigneter Flüssigkeiten zur Bestrafung (auch in Studentenverbindungen), als Kriegsverbrechen (zum Beispiel beim Schwedentrunk) oder als Foltermethode (zum Beispiel beim Waterboarding). Analog gibt es auch den Trinkentzug.
Umgangssprachlich gibt es die Wendungen Tabak trinken für das Rauchen und Tabletten trinken für die Medikamenteneinnahme.

## Tiere
Bei größeren Tieren, insbesondere bei größeren Nutztieren wie z. B. Pferden, nennt man den Vorgang auch Saufen, während bei kleineren Tieren und Haustieren eher von Trinken gesprochen wird. Ebenso wie Menschen sind die meisten Tiere zwingend auf die aktive Flüssigkeitsaufnahme angewiesen. Eine Ausnahme bilden Süßwasserfische, die stattdessen Osmose verwenden. Manche Wüstentiere trinken nicht und nehmen die benötigten Flüssigkeiten über safthaltige Pflanzen auf.

## Weiteres
Insbesondere die erhöhte/übermäßige Aufnahme alkoholischer Getränke bzw. die Alkoholkrankheit wird umgangssprachlich „Trinken“ oder „Saufen“ genannt. Wenn von einer Person allgemein gesagt wird, „sie trinkt“, ist damit euphemistisch gemeint, dass diese Person alkoholkrank bzw. -abhängig ist. Gelegentlicher Alkoholmissbrauch wird auch – teilweise verharmlosend – als „über den Durst trinken“ bezeichnet.